# Most Emiliusza
Most Emiliusza (łac. Pons Aemilius, wł. Ponte Emilio), nazywany także Ponte Rotto („zarwanym mostem”) – zachowany w formie ruiny starożytny most na Tybrze w Rzymie, spinający dawniej obydwa brzegi rzeki.
Budowę mostu rozpoczęto w 179 roku p.n.e., za cenzoratu Marka Emiliusza Lepidusa i Marka Fulwiusza Nobilitora. Wówczas to wzniesione zostały filary, na których jednak dopiero w 142 roku p.n.e., za cenzoratu Scypiona Afrykańskiego Młodszego i Lucjusza Mummiusza Achajskiego, przerzucono trwałą przeprawę. Przebudowano go za czasów Augusta. Wykonany z betonu i tufu oraz obłożony z zewnątrz trawertynem most liczył sześć przęseł. Z obydwu stron prowadziły nań jednoprzęsłowe rampy.
Most kilkukrotnie, w 280, 1230 i 1557 roku, zrywany był przez powódź. W 1598 roku wody kolejnej powodzi porwały wschodnią część mostu, która nie została już odbudowana. W 1887 roku, w związku z budową ponte Palatino, rozebrano dwa z trzech ocalałych jeszcze przęseł. Do czasów obecnych z mostu pozostało tylko jedno przęsło na środku rzeki.